# 권진우
권진우(1978년 5월 24일 ~ )는 대한민국의 축구 선수이며, 포지션은 수비수이다.